# La Boulaye
La Boulaye település Franciaországban, Saône-et-Loire megyében. Lakosainak száma 98 fő (2022. január 1.). La Boulaye Charbonnat, Dettey, Montmort, Saint-Eugène és Toulon-sur-Arroux községekkel határos.

## Népesség
A település népességének változása:
| Lakosok száma | 105  | 109  | 106  | 100  | 95   | 94   | 93   | 93   | 98   |
|               | 2013 | 2015 | 2016 | 2017 | 2018 | 2019 | 2020 | 2021 | 2022 |